# واسیلی لازارف

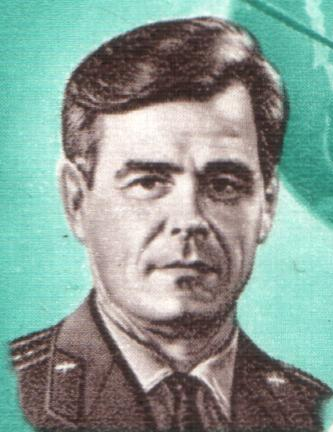
فضانورد اهل اتحاد شوروی

واسیلی لازارف (به انگلیسی: Vasily Lazarev) فضانورد اهل اتحاد شوروی است که در ۲۳ فوریهٔ ۱۹۲۸ در سرزمین آلتایی زاده شد. وی در مأموریت سایوز ۱۲ حضور داشته است.